# Chutes de Thomson
Les chutes de Thomson est une cascade de 74 m de hauteur. Elle se trouve sur la rivière Ewaso Narok (affluent de l'Ewaso Ng'iro), à deux kilomètres de Nyahururu au Kenya. Elle fut découverte en 1883 par Joseph Thomson, un naturaliste et géologue écossais qui fut le premier Européen à marcher de Mombasa au lac Victoria pendant les années 1880.
La brume que crée l'écoulement de la cascade permet d'alimenter en eau la forêt dense située en contrebas des chutes. Il est possible d'admirer les chutes d'en haut (ce que font la plupart des touristes), mais il y a aussi un sentier qui mène vers le fond du ravin. En amont de la cascade, on trouve un des plus hauts bassins du Kenya où vivent des hippopotames.

## Climat
Les chutes de Thomson généralement un climat océanique . Il a des précipitations pendant presque tous les mois de l'année.

## Emplacement
Les chutes de Thomson est situé à la périphérie de Nyahururu. Il est accessible par la route et se trouve à 4 heures de route de Nairobi.